# Eria nutans
Eria nutans är en orkidéart som beskrevs av John Lindley. Eria nutans ingår i släktet Eria och familjen orkidéer. Inga underarter finns listade i Catalogue of Life.